# James Gray (zoólogo)
James Gray FRS (Londres, 14 de outubro de 1891 — Cambridge, 14 de dezembro de 1975) foi um zoólogo britânico.